# Romain Le Gac
Romain Le Gac (ur. 31 maja 1995 w Nogent-sur-Marne) – francuski łyżwiarz figurowy reprezentujący Kanadę od 2021 roku, startujący w parach tanecznych z żoną Marie-Jade Lauriault. Uczestnik igrzysk olimpijskich w Pjongczangu (2018), zwycięzca zawodów z cyklu Challenger Series oraz trzykrotny wicemistrz Francji (2017–2019).

## Życiorys
Le Gac rozpoczął jazdę na łyżwach jako solista w 2001 roku, ale dwa lata później zmienił konkurencję na pary taneczne. W latach 2010–2014 występował z Estelle Elizabeth w międzynarodowych zawodach juniorskich, zdobywając przy tym kilka medali krajowych m.in. dwa tytuły mistrzów Francji juniorów w 2012 i 2014 roku. Po rozstaniu z Elizabeth, trener Romain Haguenauer zaaranżował treningi próbne z kanadyjską łyżwiarką Marie-Jade Lauriault.
W lipcu 2014 Le Gac przeniósł się do Kanady i rozpoczął treningi z Lauriault. Para zdecydowała się reprezentować Francję i trenować w ośrodku Gadbois w Montrealu pod okiem sztabu szkoleniowego w składzie: Romain Haguenauer, Patrice Lauzon, Pascal Denis, Marie-France Dubreuil. Lauriault i Le Gac zostali również parą w życiu prywatnym i pobrali się w grudniu 2015 roku.
W grudniu 2017 roku Lauriault otrzymała francuskie obywatelstwo, co pozwoliło parze reprezentować ten kraj na igrzyskach. Lauriault i Le Gac wzięli udział w igrzyskach olimpijskich 2018 w Pjongczangu, gdzie zajęli 17. miejsce w parach tanecznych i 10. miejsce w zawodach drużynowych z reprezentacją Francji.

## Osiągnięcia

### Z Marie-Jade Lauriault (Francja, Kanada)

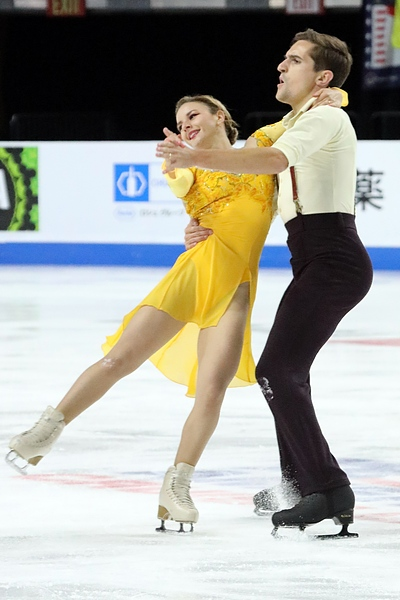
Taniec dowolny na Skate America 2019

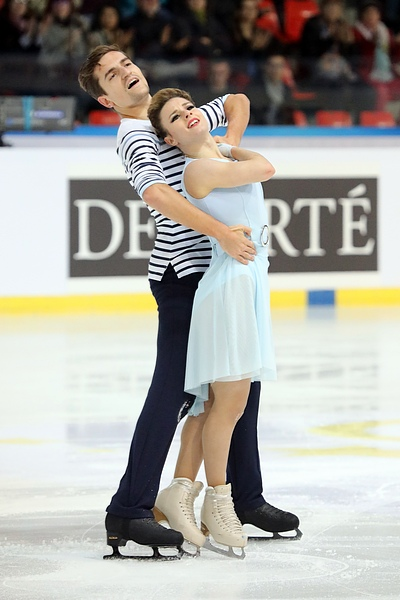
Taniec rytmiczny na Internationaux de France 2019

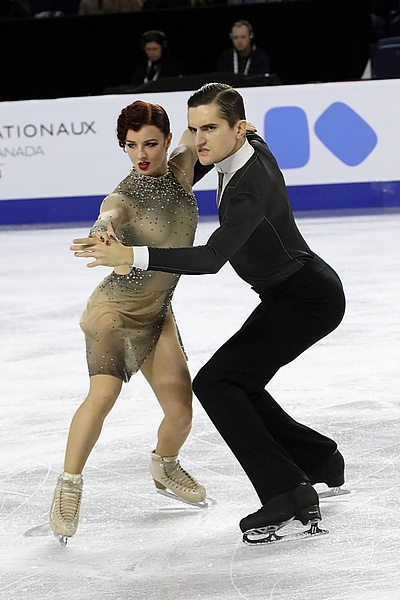
Lauriault i Le Gac na Skate Canada International 2018

|                                       | Francja | Francja | Francja | Francja | Francja | Francja | Francja | Kanada | Kanada | Kanada |
| Zawody                                | 14–15   | 15–16   | 16–17   | 17–18   | 18–19   | 19–20   | 20–21   | 21–22  | 22–23  | 23–24  |
| Międzynarodowe                        |         |         |         |         |         |         |         |        |        |        |
| Zimowe igrzyska olimpijskie           |         |         |         | 17      |         |         |         |        |        |        |
| Mistrzostwa świata                    |         |         | 21      | 13      | 14      | —       |         |        |        |        |
| Mistrzostwa czterech kontynentów      |         |         |         |         |         |         |         | 6      | 6      | 5      |
| Mistrzostwa Europy                    |         |         | 12      | 12      | 10      |         |         |        |        |        |
| GP Grand Prix de France               |         |         | 6       |         | 6       | 8       |         |        |        | 5      |
| GP NHK Trophy                         |         |         | 6       | 8       |         |         |         |        |        | 7      |
| GP Rostelecom Cup                     |         |         |         | 8       |         |         |         |        |        |        |
| GP Skate America                      |         |         |         |         |         | 8       |         |        | 3      |        |
| GP Skate Canada International         |         |         |         |         | 4       |         |         |        | 5      |        |
| CS Alpen Trophy                       |         |         |         |         | 3       |         |         |        |        |        |
| CS Budapest Trophy                    |         |         |         |         |         |         |         |        |        | 2      |
| CS Autumn Classic International       |         |         | 5       | 6       |         | 3       |         |        |        |        |
| CS Finlandia Trophy                   |         |         |         |         | 3       |         |         |        |        |        |
| CS Golden Spin Zagrzeb                | 9       |         |         |         |         |         |         |        |        |        |
| CS U.S. International Classic         |         |         |         |         |         |         |         |        | 4      |        |
| CS Warsaw Cup                         |         |         |         |         |         | 1       |         |        |        |        |
| International Cup of Nice             |         |         | 1       | 3       |         |         |         |        |        |        |
| Open d’Andorra                        | 2       |         |         |         |         |         |         |        |        |        |
| Międzynarodowe: Kategorie młodzieżowe |         |         |         |         |         |         |         |        |        |        |
| Mistrzostwa świata juniorów           |         | 8       |         |         |         |         |         |        |        |        |
| JGP Finał                             |         | 5       |         |         |         |         |         |        |        |        |
| JGP w Austrii                         |         | 2       |         |         |         |         |         |        |        |        |
| JGP w Hiszpanii                       |         | 1       |         |         |         |         |         |        |        |        |
| Krajowe                               |         |         |         |         |         |         |         |        |        |        |
| Mistrzostwa Kanady                    |         |         |         |         |         |         |         | 5      | 3      |        |
| Mistrzostwa Francji                   | 2 J     | 1 J     | 2       | 2       | 2       | 4       | C       |        |        |        |
| Master’s de Patinage                  | 2 J     | 1 J     | 2       | 2       | 1       |         |         |        |        |        |
| Zawody drużynowe                      |         |         |         |         |         |         |         |        |        |        |
| Igrzyska olimpijskie                  |         |         |         | 10      |         |         |         |        |        |        |
| World Team Trophy                     |         |         | 6 T 6 P |         |         |         |         |        |        |        |

### Z Estelle Elizabeth (Francja)
| Zawody                                | 10–11                                 | 11–12                                 | 12–13                                 | 13–14                                 |                                       |                                       |                                       |                                       |                                       |                                       |                                       |                                       |                                       |                                       |                                       |                                       |                                       |                                       |
| Międzynarodowe: Kategorie młodzieżowe | Międzynarodowe: Kategorie młodzieżowe | Międzynarodowe: Kategorie młodzieżowe | Międzynarodowe: Kategorie młodzieżowe | Międzynarodowe: Kategorie młodzieżowe | Międzynarodowe: Kategorie młodzieżowe | Międzynarodowe: Kategorie młodzieżowe | Międzynarodowe: Kategorie młodzieżowe | Międzynarodowe: Kategorie młodzieżowe | Międzynarodowe: Kategorie młodzieżowe | Międzynarodowe: Kategorie młodzieżowe | Międzynarodowe: Kategorie młodzieżowe | Międzynarodowe: Kategorie młodzieżowe | Międzynarodowe: Kategorie młodzieżowe | Międzynarodowe: Kategorie młodzieżowe | Międzynarodowe: Kategorie młodzieżowe | Międzynarodowe: Kategorie młodzieżowe | Międzynarodowe: Kategorie młodzieżowe | Międzynarodowe: Kategorie młodzieżowe |
| ------------------------------------- | ------------------------------------- | ------------------------------------- | ------------------------------------- | ------------------------------------- | ------------------------------------- | ------------------------------------- | ------------------------------------- | ------------------------------------- | ------------------------------------- | ------------------------------------- | ------------------------------------- | ------------------------------------- | ------------------------------------- | ------------------------------------- | ------------------------------------- | ------------------------------------- | ------------------------------------- | ------------------------------------- |
| Mistrzostwa świata juniorów           |                                       |                                       | 15                                    | 11                                    |                                       |                                       |                                       |                                       |                                       |                                       |                                       |                                       |                                       |                                       |                                       |                                       |                                       |                                       |
| JGP w Austrii                         |                                       | 9                                     |                                       |                                       |                                       |                                       |                                       |                                       |                                       |                                       |                                       |                                       |                                       |                                       |                                       |                                       |                                       |                                       |
| JGP na Białorusi                      |                                       |                                       |                                       | 7                                     |                                       |                                       |                                       |                                       |                                       |                                       |                                       |                                       |                                       |                                       |                                       |                                       |                                       |                                       |
| JGP we Francji                        |                                       |                                       | 10                                    |                                       |                                       |                                       |                                       |                                       |                                       |                                       |                                       |                                       |                                       |                                       |                                       |                                       |                                       |                                       |
| JGP na Łotwie                         |                                       |                                       |                                       | 5                                     |                                       |                                       |                                       |                                       |                                       |                                       |                                       |                                       |                                       |                                       |                                       |                                       |                                       |                                       |
| JGP w Turcji                          |                                       |                                       | 10                                    |                                       |                                       |                                       |                                       |                                       |                                       |                                       |                                       |                                       |                                       |                                       |                                       |                                       |                                       |                                       |
| JGP we Włoszech                       |                                       | 8                                     |                                       |                                       |                                       |                                       |                                       |                                       |                                       |                                       |                                       |                                       |                                       |                                       |                                       |                                       |                                       |                                       |
| Memoriał Pavla Romana                 |                                       | 12 J                                  |                                       |                                       |                                       |                                       |                                       |                                       |                                       |                                       |                                       |                                       |                                       |                                       |                                       |                                       |                                       |                                       |
| Santa Claus Cup                       |                                       | 5 J                                   | 4 J                                   |                                       |                                       |                                       |                                       |                                       |                                       |                                       |                                       |                                       |                                       |                                       |                                       |                                       |                                       |                                       |
| Trophy of Lyon                        | 9 J                                   | 3 J                                   | 2 J                                   |                                       |                                       |                                       |                                       |                                       |                                       |                                       |                                       |                                       |                                       |                                       |                                       |                                       |                                       |                                       |
| Zimowe igrzyska olimpijskie młodzieży |                                       | 5                                     |                                       |                                       |                                       |                                       |                                       |                                       |                                       |                                       |                                       |                                       |                                       |                                       |                                       |                                       |                                       |                                       |
| Krajowe                               |                                       |                                       |                                       |                                       |                                       |                                       |                                       |                                       |                                       |                                       |                                       |                                       |                                       |                                       |                                       |                                       |                                       |                                       |
| Mistrzostwa Francji                   |                                       | 1 J                                   | 2 J                                   | 1 J                                   |                                       |                                       |                                       |                                       |                                       |                                       |                                       |                                       |                                       |                                       |                                       |                                       |                                       |                                       |
| Master’s de Patinage                  |                                       |                                       | 2 J                                   |                                       |                                       |                                       |                                       |                                       |                                       |                                       |                                       |                                       |                                       |                                       |                                       |                                       |                                       |                                       |
| Zawody drużynowe                      |                                       |                                       |                                       |                                       |                                       |                                       |                                       |                                       |                                       |                                       |                                       |                                       |                                       |                                       |                                       |                                       |                                       |                                       |
| Zimowe igrzyska olimpijskie młodzieży |                                       | 3 T 4 P                               |                                       |                                       |                                       |                                       |                                       |                                       |                                       |                                       |                                       |                                       |                                       |                                       |                                       |                                       |                                       |                                       |